# Vodice pri Kalobju
Vodice pri Kalobju so naselje v Občini Šentjur.